# Spokane Valley
Spokane Valley est une ville américaine située dans le comté de Spokane dans l'est de l'État de Washington. La population de la ville était en 2007 de 88 280 habitants.
Spokane Valley est une ville incorporée depuis 2003, qui se trouve à l'est de la ville de Spokane. Elle regroupe les communautés de Dishman, Greenacres, Opportunity, Trentwood, Veradale, Yardley, et des parties de Chester et Otis Orchards.